# Distretto di Hesa Duwum Kohistan
Il distretto di Hesa Duwum Kohistan è un distretto dell'Afghanistan appartenente alla provincia di Kapisa. Viene stimata una popolazione di 23 053 abitanti (stima 2016-17).
È stato istituito nel 2006, quando il distretto di Kohistan fu soppresso con la contestuale istituzione di un ulteriore distretto, quello di Hesa Awal Kohistan.